# Araneus bufo
Araneus bufo är en spindelart som först beskrevs av Denis 1941.  Araneus bufo ingår i släktet Araneus och familjen hjulspindlar.
Artens utbredningsområde är Kanarieöarna. Inga underarter finns listade i Catalogue of Life.

## Bildgalleri

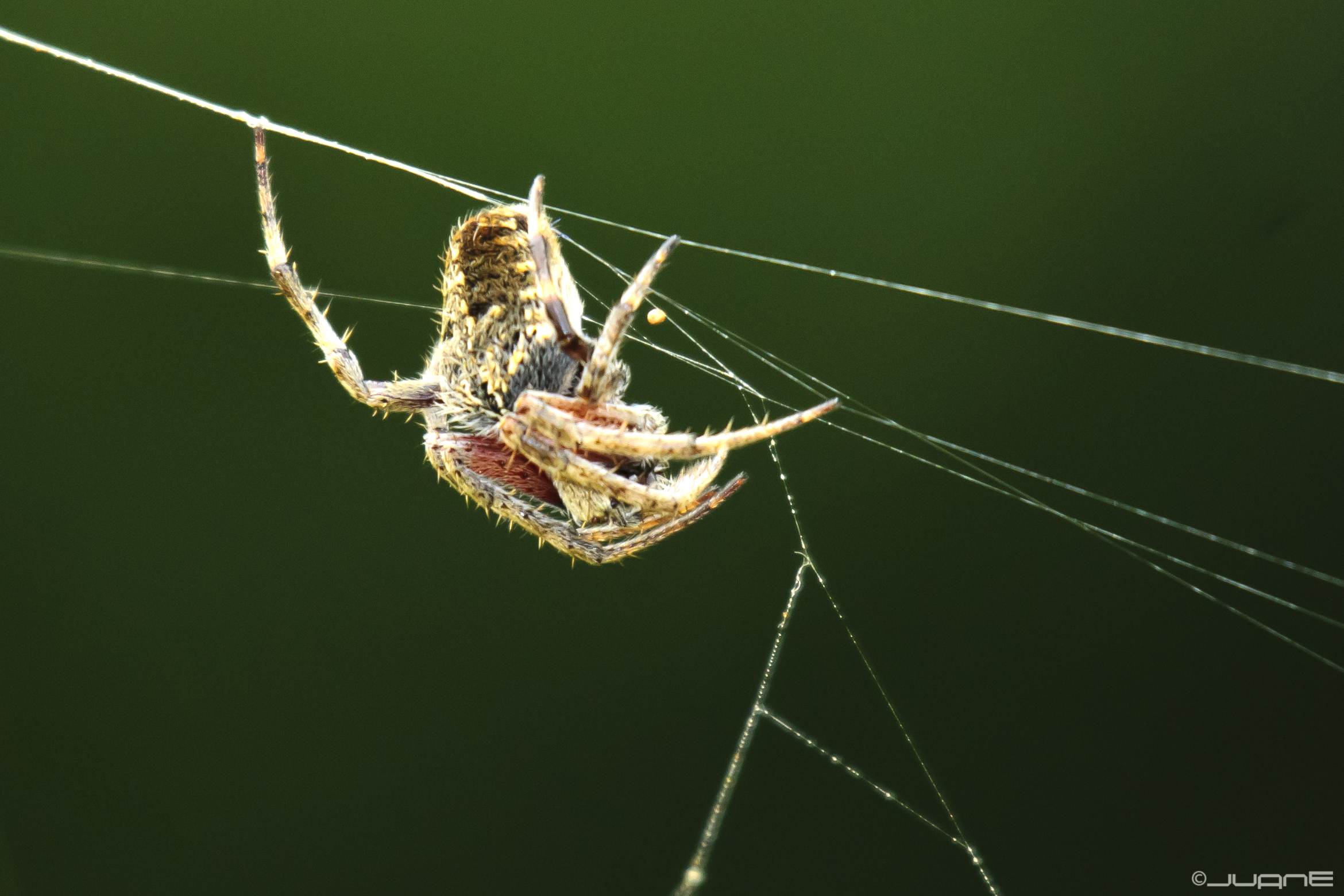
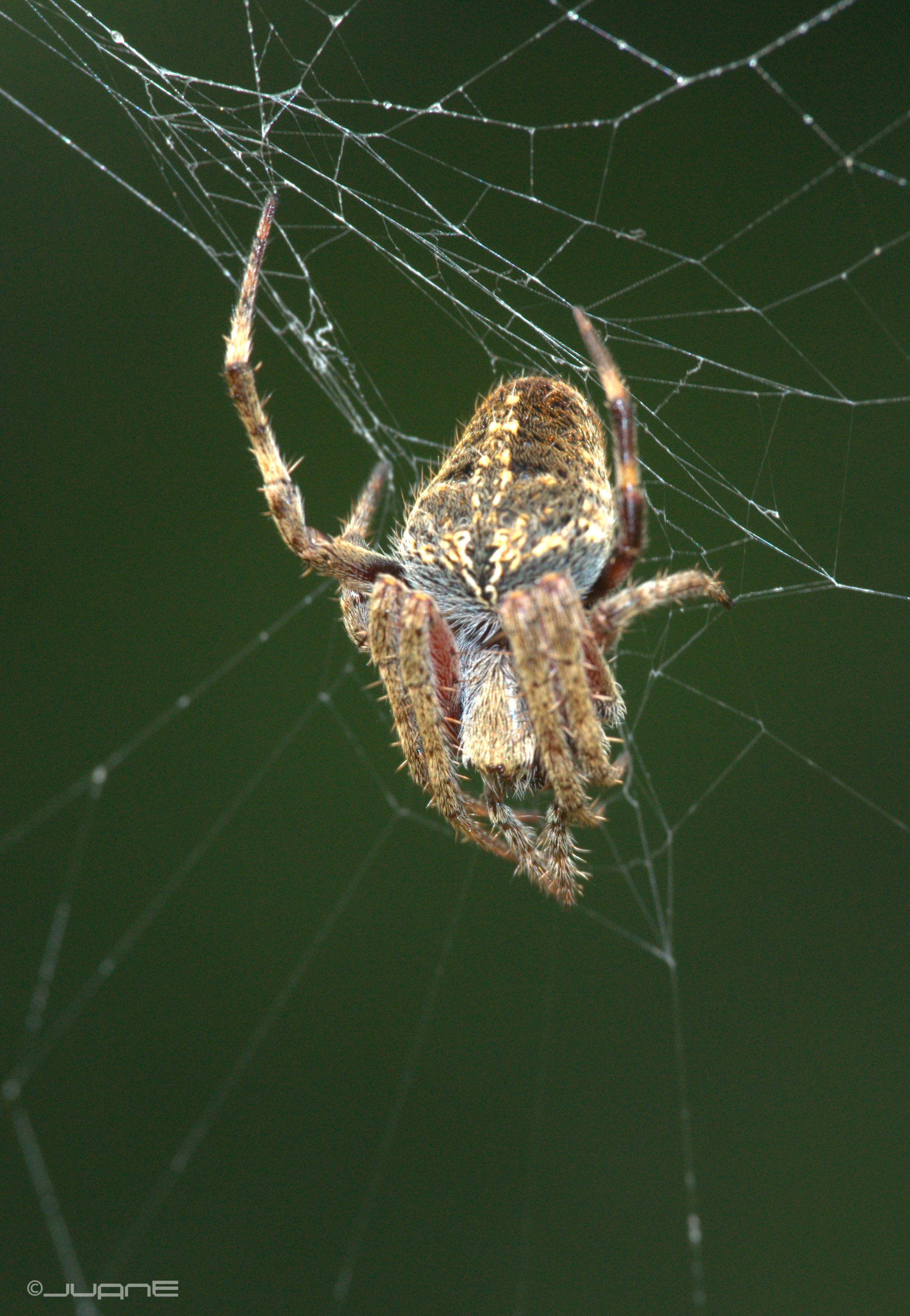